# Серебряница
Серебряница (укр. Серебряниця) — село в Турийской поселковой общине Ковельского района Волынской области Украины.
Код КОАТУУ — 0725587606. Население по переписи 2001 года составляет 5 человек. Почтовый индекс — 44850. Телефонный код — 3363. Занимает площадь 0,065 км².

## История
В 1946 году указом ПВС УССР село Вулька-Вербичанская переименовано в Серебряницу.
До 2020 года входило в Турийский район.